# Енганці
Енганці — народ в Індонезії, на острові Енгано (індонез. Pulau Enggano).
Уважається, що назву «Енгано» дали острову португальці, вона означає «помилка, розчарування» (на острові не знайшли золота). Малайці Суматри називають цей острів Теланджанг (малай. Pulau Telanjang, «голий острів»). Місцеві ж жителі називають свою батьківщину Чефу-Какугія (Cefu Kakuhia, «великий острів»), а себе елопе (E Lopeh).

## Розселення і чисельність

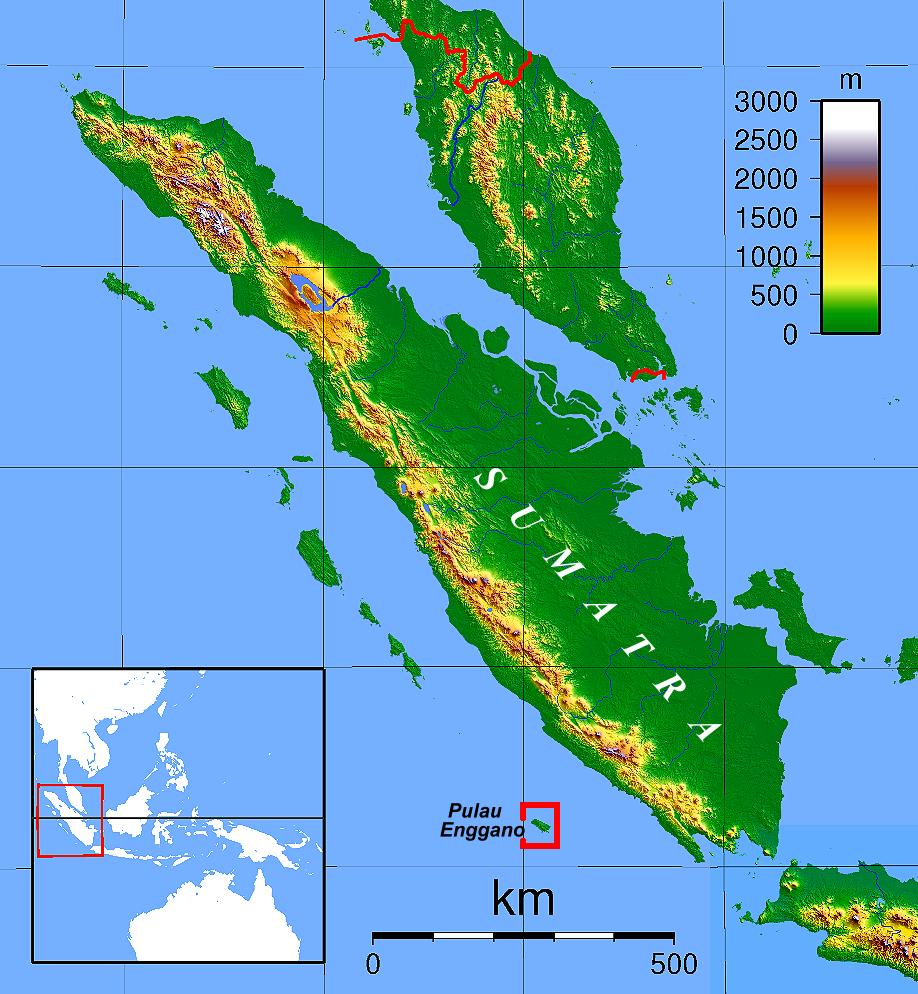
Розташування острова Енгано (Pulau Enggano).

Енганці живуть на острові Енгано та ще чотирьох маленьких сусідніх островах. Енгано лежить в Індійському океані, на південний захід від Суматри. Адміністративно належить до провінції Бенгкулу, район Енгано (індонез. Kecamatan Enggano) в складі округу Північне Бенгкулу (індонез. Kabupaten Bengkulu Utara). Це один із найвіддаленіших островів Індонезії, розташований за 156 км від міста Бенгкулу. Дістатися Енгано можна лише морем, діє паромне сполучення з містом Бенгкулу. На Енгано є 6 сіл: Каг'япу (Kahyapu), Каана (Kaana), Малаконі (Malakoni), Апого (Apoho), Меок (Meok) і Банджарсарі (Banjar Sari). Село Апого розташоване в центрі острова, тут розміщено багато державних установ.
Населення району Енгано за даними перепису населення 2010 року становило 2691 особа. Крім енганців, на острові живуть недавні мігранти: батаки, мінангкабау, яванці та ін.

## Мова
Говорять енганською мовою (код ISO 639-3: eno). Вона належить до західної гілки австронезійських мов, але її точне місце в генетичній класифікації невідоме. Невідомі також діалекти енганської мови.
Власної писемності енганська мова не має, але складений словник.
У громадській, релігійній та освітній сферах користуються індонезійською мовою.
Енганська мова перебуває в активному використанні, вона переважає на побутовому рівні вдома, в селі, на базарі, під час проведення церемоній. Нею користуються всі дорослі та значна частина молоді. Стан мови оцінюється як стабільний, але в довгостроковій перспективі їй загрожує зникнення. Загроза стане реальною, якщо продовжуватиметься імміграція на острів та мішані шлюби з представниками інших громад.

## Релігія
Традиційно енганці були прибічниками народної релігії (культ предків, анімізм). Згодом більшість їх була навернена в християнство. Останнім часом під впливом численних мігрантів, що прибувають на Енгано з різних районів Індонезії, багато енганців перейшло з християнства на іслам сунітського напрямку. Деякі все ще сповідують свою місцеву віру. Вони вірять в добру та злу сили, які називають ковек.
Релігійне життя енганців відзначається високим рівнем толерантності. Християнські священники тут беруть участь у відзначенні мусульманського місяця Рамадан, а мусульманські вчителі (улами) — в різних християнських святкових заходах.

## Історія
Вважається, що енганці є потомками автохтонного населення Суматри.
Їхня взаємодія з іншими народами розпочалася на початку XVI ст., коли острів відкрили португальці. Голландські кораблі прибували на Енгано в 1602, 1614, 1622 та 1629 рр., але не завжди мали успіх. За часи колоніального правління Нідерландів на острові були створені плантації кокосової пальми та перцю, стали розводити худобу (свині, буйволи, корови). Острів став для Нідерландів важливим центром торгівлі.
У часи незалежної Індонезії на Енгано почало прибувати багато мігрантів з різних етнічних груп країни: мінангкабау, батаки, мінахасці, малайці, яванці, буги, реджанги та ін. Вони прагнуть поліпшити своє економічне становище, знаючи, що Енгано все ще має багато вільної землі, яку можна обробляти.

## Господарство
Займаються ручним тропічним землеробством. Вирощують ямс, таро, банани, кокосову та сагову пальми. У наші дні засвоїли культуру рису, яку привезли на острів мігранти. Вирощують також каву, какао.
У лісі полюють птахів та диких свиней, також займаються прибережним рибальством. Розвинені обробка дерева, лубу, плетіння.

## Суспільство
Типове енганське домогосподарство, як правило, складається з нуклеарної сім'ї. Зберігається сільська громада.
Місцеве суспільство матрилінійне, до середини XX ст. зберігалася матриномія, коли діти отримують прізвище матері. Розселення матрилокальне, тобто після весілля молоді йдуть жити в хату до дружини. Енганці дотримуються екзогамії, прийнято одружуватись з людьми з іншого племені. Існує традиція таємної втечі з коханцем. Шлюби вкладають без урахування етнічної або релігійної належності. Для організації весілля створюють групи людей, що відповідальні за риболовлю, збирання продуктів, допомогу в приготуванні їжі тощо.
При виборі керівників зважають на вік, силу, досвід, а також мудрість людини, звертають також увагу на знання претендентами енганських звичаїв.
Енганці складаються з п'яти корінних племен (кланів, родів, іджага-ауак: кауна, катора, каарубі, кагаруба і кагаоа) та одного племені мігрантів (каамай). Каамай — це нове плем'я, спеціально створене корінними енганцями для людей, що прибувають на острів; таким чином мігранти стають частиною соціальної структури енганської громади. Люди з племені каамай мають такі самі права й обов'язки, що й корінні енганці. В них є навіть свої племінні вожді, а їхні представники беруть участь у виборі верховного вождя острова (пабукі). При взаємодії двох племен завжди залучають представників інших племен.
Енганці — дуже відкрита племінна спільнота. Цим вони сильно відрізняються від інших племінних народів Індонезії, які зазвичай мінімізують свої контакти зі сторонніми людьми. Енганська гармонія та толерантність у суспільстві є продуктом історичного досвіду, тривалої взаємодії з іншими народами та досвіду подолання внутрішніх воєн. Енганці зрозуміли, що не можуть перешкодити приїзду мігрантів на свій острів. Вони відкрилися й були доброзичливими до них, вони погодились зробити мігрантів частиною свого суспільства, а ті, в свою чергу, мають підпорядковуватись енганським звичаєвим нормам. Енганці не допускають жодних інших суспільних норм і правил, крім енганського адату. Мігранти мають відмовитися від своєї культурної ідентичності й стати частиною енганського племені каамай. Ситуація відрізняється від інших регіонів Індонезії, де мігранти, як правило, міцно тримаються своєї етнічної належності.
Енганський адат успішно гарантує права, визначає обов'язки та соціальний статус всіх членів громади. Незважаючи на багатоетнічний і багаторелігійний характер місцевого суспільства тут дуже рідко виникають конфлікти. Місцевий адат передбачає свободу людей у дотриманні власної релігії, але так, щоб вони могли жити пліч-о-пліч із послідовниками інших релігій. Релігія розглядається як індивідуальне право кожної людини, що не регулюється адатом. Практикується допомога в будівництві нової мечеті або церкви незалежно від етнічної чи релігійної належності.
Адат забезпечує значні можливості для іммігрантів, які хочуть стати членами енганської громади. Звичаєвий уряд Енгано надає кожній родині переселенців два гектари землі, але ті мають перенести свою реєстрацію особи в округ Енгано, залишитися тут і пропрацювати протягом півроку. Після завершення шестимісячного випробувального терміну вождь, голова хутора та сільський голова приймають рішення про надання «новій енганській сім'ї» ділянки зі складу вільних земель. Як правило, мігранти є людьми, які не володіли землею на своїй батьківщині, тому така традиція приваблює їх стати постійними мешканцями Енгано.

## Побут

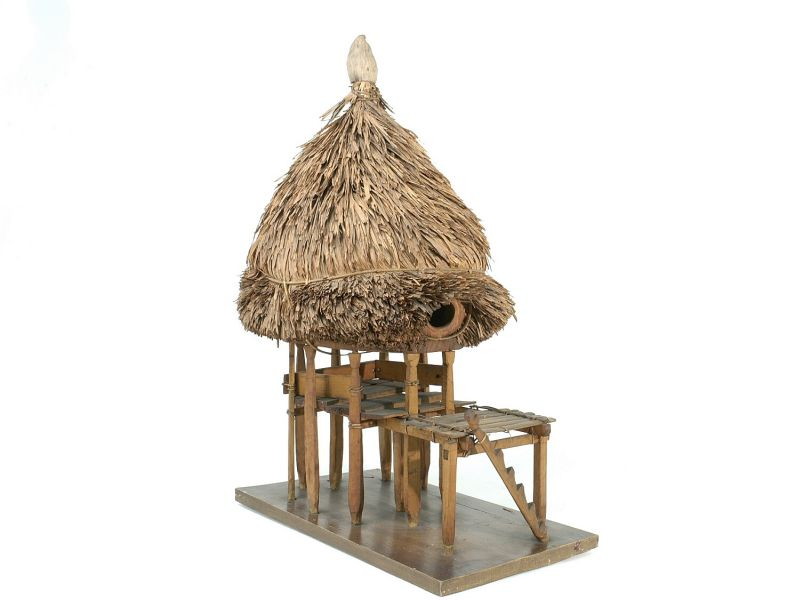
Модель традиційної круглої в плані енганської хати.

Енганці ставлять свої поселення на берегах річок та морського узбережжя. Село вони називають каудара (Kaudara). Села мають купчасте планування й складаються з 6-20 хат-уба (Uba). Житло має каркасно-стовпову конструкцію. В минулому хати були круглі в плані, тепер переважно прямокутні, стоять на палях на висоті 1-2 м над землею. В кожному селі є традиційна громадська зала — кадіофе (Kadiofe).
Одяг: каїн (відрізок полотна, який вдягають як спідницю), пов'язка на стегнах, яка до першої половини XX ст. виготовлялася з лубу.
Їжа переважно рослинна, рис купують.